# Trichorhina micros
Trichorhina micros är en kräftdjursart som beskrevs av Gustav Budde-Lund 1913B. Trichorhina micros ingår i släktet Trichorhina och familjen myrbogråsuggor. Inga underarter finns listade i Catalogue of Life.